# Unaleiði
Unaleiði är en bergstopp i republiken Island. Den ligger i regionen Austurland, 400 km öster om huvudstaden Reykjavík. Toppen på Unaleiði är 799 meter över havet.
Runt Unaleiði är det mycket glesbefolkat, med 2 invånare per kvadratkilometer. Närmaste större samhälle är Egilsstaðir, omkring 17 kilometer sydväst om Unaleiði. Trakten runt Unaleiði består i huvudsak av gräsmarker.